# Entre adultes
Entre adultes è un film del 2006 scritto e diretto da Stéphane Brizé.

## Accoglienza
Il film, costato 230 000 euro, ha registrato 46 776 spettatori in Francia.